# Frans de Waal
Fransiscus Bernardus Maria de Waal, detto Frans ('s-Hertogenbosch, 29 ottobre 1948 – Stone Mountain, 14 marzo 2024), è stato un etologo e primatologo olandese conosciuto per la sua attività scientifica concentrata principalmente sullo studio del comportamento sociale dei primati, in particolare scimpanzé e bonobo. Fu professore di comportamento dei primati all'Università Emory, direttore del Living Links Center presso lo Yerkes National Primate Research Center e membro della Koninklijke Nederlandse Akademie van Wetenschappen e dell'Accademia nazionale delle scienze. Fu, inoltre, autore di molti libri divulgativi su bonobo e scimpanzé.

## Biografia
Nato nei Paesi Bassi, studiò all'Università Radboud di Nimega e all'Università di Groninga laureandosi in Biologia. Nel 1977 ottenne il dottorato di ricerca in Etologia presso l'Università di Utrecht con una tesi sui comportamenti aggressivi nei macachi. Nello stesso periodo iniziò un progetto di studio degli scimpanzé in cattività, conclusosi nel 1981, quando si trasferì negli U.S.A. come ricercatore presso il National Primate Research Center, nel centro di ricerca regionale del Wisconsin. Nel 1991 iniziò la sua collaborazione con l'Università Emory.
Divenne membro nel 1993 dell'Accademia Reale delle Arti e delle Scienze dei Paesi Bassi e nel 2004 dell'Accademia nazionale delle scienze statunitense. Nel 2007 la rivista Time magazine lo inserì nella lista delle 100 persone più influenti del mondo.

## Attività scientifica e divulgativa
L'attività scientifica di Frans de Waal fu rivolta ad indagare l'etologia dei primati. In particolare i suoi studi si concentrarono sui sistemi di risoluzione dei conflitti nelle specie Pan troglodytes (scimpanzé comune) e Pan paniscus (bonobo).
Dal 1975 al 1981 condusse un'osservazione di un gruppo di scimpanzé in cattività presso lo zoo di Arnhem. Da questa osservazione ricavò materiale per diversi articoli scientifici e per il suo primo libro, Chimpanzee Politics, pubblicato nel 1982. Nel testo, egli definì gli scimpanzé come machiavellici.
Tornato negli Stati Uniti, proseguì le sue osservazioni presso lo zoo di San Diego. Tali osservazioni lo portarono a formulare alcune importanti ipotesi relative al comportamento di scimpanzé e bonobo, sintetizzate nel libro Peacemaking among primates, del 1989, vincitore del Los Angeles Times Book Award.
De Waal in seguito studiò i comportamenti dei primati in chiave evolutiva, paragonando questi primati all'uomo in base ad una corrente di pensiero nota come antropomorfizzazione. In particolare osservando i bonobo, de Waal ritenne di poter riconoscere una serie di comportamenti e sentimenti, quali altruismo, compassione, empatia, gentilezza, pazienza e sensibilità, fino ad allora associati esclusivamente alla specie umana. Col suo libro del 2005, de Waal portò avanti il parallelismo tra l'uomo e il bonobo, riconoscendo in questo primate la radice dei comportamenti umani più complessi, ritenendo quindi plausibile l'ipotesi che questi fossero già presenti, seppur abbozzati, nell'antenato comune all'origine dei generi Homo e Pan.

## Riconoscimenti
Oltre ad essere accettato come membro nella Koninklijke Nederlandse Akademie van Wetenschappen (Accademia Reale delle Arti e delle Scienze dei Paesi Bassi) e nella National Academy of Sciences, de Waal ricevette diversi importanti riconoscimenti per la sua attività sia nel campo delle scienze che della divulgazione:

### Fellowship
- 1995: Carl Friedrich von Siemens Stiftung
- 1998: Japan Society for the Promotion of Science (日本学術振興会)
- 2005: American Philosophical Society
- 2008: American Academy of Arts and Sciences

### Riconoscimenti accademici
- 2009: Dottorato honoris causa, Universiteit voor Humanistiek (Utrecht)

### Premi
- 1989: Los Angeles Times Book Award per Peacemaking among Primates
- 2005: Arthur W. Staats Award dell'American Psychological Association
- 2007: Time 100
- 2008: Pierre Bayle Oeuvre Award della Rotterdam Art Foundation
- 2009:
  - Ariëns Kappers Medal dell'Accademia Reale di Scienze dei Paesi Bassi
  - Medaglia della Società di Medicina e Scienze Naturali di Parma
- 2012: Premio Ig Nobel per l'anatomia[11][12], per il suo studio dimostrante come gli scimpanzé possano riconoscere altri scimpanzé dalle fotografie del loro posteriore.[13]
- 2014: Premio letterario Galileo per la divulgazione scientifica per il libro Il bonobo e l'ateo. In cerca di umanità fra i primati, Raffaello Cortina Editore, 2013 [14]

## Pubblicazioni
Libri tradotti in italiano
- Frans de Waal, La politica degli scimpanzé. Potere e sesso tra le scimmie, Laterza, 1984  [1982], ISBN 978-88-420-2463-7.
- Frans de Waal, Far la pace tra le scimmie., Rizzoli, 1991  [1989].
- Frans de Waal, Naturalmente buoni. Il bene e il male nell'uomo e in altri animali, Garzanti, 1º gennaio 2001  [1º aprile 1996], ISBN 978-88-11-67612-6.
- Frans de Waal, La scimmia e l'arte del sushi. La cultura nell'uomo e negli altri animali, Garzanti, 15 novembre 2002  [maggio 2000], ISBN 978-88-11-66234-1.
- Frans de Waal, La scimmia che siamo. Il passato e il futuro della natura umana, Garzanti, 26 ottobre 2006  [6 ottobre 2005], ISBN 978-88-11-60043-5.
- Frans de Waal, Primati e filosofi. Evoluzione e moralità, Garzanti, 12 giugno 2008  [5 settembre 2006], ISBN 978-88-11-74081-0.
- Frans de Waal, L'età dell'empatia. Lezioni dalla natura per una società più solidale, Garzanti, 12 maggio 2011  [settembre 2009], ISBN 978-88-11-74117-6.
- Frans de Waal, Il bonobo e l'ateo - In cerca di umanità fra i primati, Raffaello Cortina Editore, 2013, ISBN 978-88-6030-600-5.
- Frans De Waal, Siamo così intelligenti da capire l'intelligenza degli animali?, Raffaello Cortina Editore, 2016, ISBN 978-88-6030-836-8.
- Frans De Waal, L'ultimo abbraccio. Cosa dicono di noi le emozioni degli animali, Raffaello Cortina Editore, 2020, ISBN 9788832851496.
- Frans De Waal, Diversi. Le questioni di genere viste con gli occhi di un primatologo, Raffaello Cortina Editore, 2022, ISBN 9788832854374.

Libri tradotti in inglese
- Frans de Waal, Chimpanzee Politics: Power and Sex among Apes, Londra, Jonathan Cape, 1982, ISBN 978-0-224-01874-6.
- Frans de Waal, Peacemaking among Primates, Harvard University Press, 1989, ISBN 978-0-674-65921-6.
- Frans de Waal, Good Natured: The Origins of Right and Wrong in Humans and Other Animals, Harvard University Press, 1º aprile 1996, ISBN 978-0-674-35660-3.
- Frans de Waal, Frans Lanting, Bonobo: The Forgotten Ape, University of California Press, 23 maggio 1997, ISBN 978-0-520-20535-2.
- Frans de Waal, The Ape And The Sushi Master Reflections Of A Primatologist, Basic Books, maggio 2000, ISBN 978-0-465-04175-6.
- Frans de Waal, My Family Album: Thirty Years of Primate Photography, University of California Press, ottobre 2003, ISBN 978-0-520-23615-8.
- Frans de Waal, Our Inner Ape: A Leading Primatologist Explains Why We Are Who We Are, Riverhead Books, 6 ottobre 2005, ISBN 978-1-57322-312-6.
- Frans de Waal, Primates and Philosophers: How Morality Evolved, Princeton University Press, 5 settembre 2006, ISBN 978-0-691-12447-6.
- Frans de Waal, The Age of Empathy: Nature's Lessons for a Kinder Society, Harmony Books, settembre 2009, ISBN 978-0-307-40776-4.
- Frans de Waal, The Bonobo and the Atheist: In Search of Humanism Among the Primates, W. W. Norton & Company, 25 maggio 2013, ISBN 978-0-393-07377-5.

Articoli divulgativi
- Frans de Waal, Sesso e società nei bonobo (PDF) [collegamento interrotto], in Le Scienze, n. 321, 1985,  pp. 72-79.
- (EN)   Frans de Waal, Forecasts the future, in New Scientist, n. 2578, novembre 2006.
- (EN)   Frans de Waal, Frans de Waal on the human primate: Fair is fair, in American Scientific, luglio 2010.
- (EN)   Frans de Waal, Frans de Waal on the human primate: Is it “behavioral sink” or resource distribution?, in American Scientific, luglio 2010.
- (EN)   Frans de Waal, Frans de Waal on the human primate: Strength is weakness, in American Scientific, luglio 2010.
- (EN)   Frans de Waal, Frans de Waal on the human primate: Make love, not war, in American Scientific, luglio 2010.